# مارینا آنیسینا
مارینا آنیسینا (روسی: Марина Вячеславовна Анисина؛ زادهٔ ۳۰ اوت ۱۹۷۵) اسکیت‌باز نمایشی اهل فرانسه است.
وی همچنین برندهٔ جوایزی همچون لژیون دونور شده‌است.